# کاروانسرای کمبرده
کاروانسرای کُمبـِردُه یکی از کاروان‌سراهای غرب استان هرمزگان در جنوب ایران است که مربوط به دوره زندیان است.
این کاروان‌سرا در پایهٔ کوه لاور در بخش کوخرد شهرستان بستک هرمزگان واقع شده و یکی از آثار تاریخی و نقاط دیدنی استان هرمزگان به‌شمار می‌آید.
این مکان یکی از آثار تاریخی سر راه شوسه لمزان، روستای لاور، دهستان کوخرد به بستک است.

## سرپناه در مسیر راه کاروانیان
جهت فراهم نمودن شرایط آسایش و سرپناه دراین منطقه، احتیاج بافرم کالبدی کاروانسراهای جنوب غرب هرمزگان و سواحل خلیج فارس مشاهده می‌شود که «این کاروانسراها» عموماً فاقد حیاط مرکزی بوده و شامل بنایی چهارگوش است با اتاق مرکزی صلیبی شکل و اتاق‌های جانبی می‌باشند. «کاروانسرای کُمبـِردُه» آثاری تاریخی و باستانی در سره راه ارتباطی و در مسیر راه کاروانیان و در خطهٔ راه اصلی سردار چریک مشهور آن دوران
جلودار مهران واقع شده بود است، و سردار جلودار مهران و چریک‌هایش نهایت استفاده از این کاروانسرا می‌نموده أند؛ و چنان‌که معروف است جلودار مهران یکی از مشهورترین سرداران چریک‌ها آن دوران بوده‌است.
جلودار مهران سردار چریک‌ها بود که از کاروان‌ها (قافله‌ها) در برابر دزدان حمایت می‌کرد، چون قدیمی‌ها می‌گویند که تهیه مایحتاج زندگی به وسیله قافلهٔ‌های ألاغ، قاطر و شتر بوده و برای اینکه از ناامنی بین‌راه مصون باشند قافلهٔ بزرگی به صورت دسته جمعی حرکت می‌کردند، و با گروه زیادی از افراد مسلح از طریق بندرعباس به یزد مسافرت می‌نمودند. این کاروانسرا نقش اساسی در مسیر راه‌های بازارگانی و کاروان یان در مسیر راه تجارتی شهرستان لار به شهرستان بندر لنگه داشته بوده‌است.
در هنگام بارندگی جلودار مهران و یارانش در این کاروانسرا لنگر می‌انداخته‌اند و بعد از چند روز استراحت دوباره به مسیر خود ادامه می‌داده‌اند ابتدا به کوخرد و سپس بستک، لار و به شیراز می‌رسیده‌اند.